# 月船1号
月船1号（又译为：月球初航1号或月球飛船1號，或直接音譯為錢德拉揚1號。梵語：，意為「月球飛行器」）是印度的首颗绕月人造卫星，探测器重590公斤，可携带11个载荷，2008年10月22日在斯利哈里柯塔岛发射。
这是由印度太空研究组织，印度国家空间局组织的一次非载人科学月球探测任务。这次任务包括一个月球轨道探测器和硬着陆探测器。
遥感卫星质量1,308（2,884英磅）（在轨质量590（1,301英磅），净载2504（1,111英磅）），携带高解析度可见光，近红外，软／硬X射线频谱遥感设备。在超过2年的时间里，它将要探测月球表面，生成月球的化学特性和3D拓扑结构的完整地图。月球极地地区是本次探测的重点，因为那里可能存在固态水。
印度空间研究组织已经任命Mylswamy Annadurai作为项目主任。
运载火箭已经于2008年10月22日在印度当地时间下午6时22分（00：52 UTC）成功发射。在飞船抵达月球转移轨道后，还需要5.5天才能抵达月球。整个项目的经费大约38.6亿印度卢比（约8000万美元）
这次任务携带了印度空间研究组织ISRO的探测设备之外还免费携带了6件来自美国国家宇航局、欧洲空间局和保加利亚航空航天局等国际航天组织的设备。

## 任务宗旨
- 发射并将太空船送入月球极地轨道执行科学研究。
- 绘制出高分辨率的月球三维地形图，测量各种矿物与化学元素（包括放射性元素）的分布情况。新的数据装置将有助于揭示太阳系的起源与演变，尤其是月球的成分和矿物学特性。

## 主要特性
质量
发射质量1380公斤，月球在轨质量675公斤，释放着陆仓后质量523公斤。
直径
約1.5米的立方體
通讯设施
X波段，0.7米直径抛物面天线提供净载设备数据传输。遙測，追蹤遙控（TTC）是在S頻作業。
电源
飞船主电力由它携带的一块面积为2.15X1.8平方米的太阳能电池阵列提供，总计可提供700W的电力供应，飞船的电力存储在一块36Ah的锂电池里。船體使用双组元推进剂火箭保持月球軌道姿態。

## 研究领域
- 永夜極地區域之高解析礦物、化學影像。
- 搜索月球表层和地表下冰态水，特别是月球两极地区。
- 月球高地的岩石化學成分。
- 稀少探測區的月面大坑之地質成分，尤其是南極區。
- 沿著環月軌道繪製下方的地圖。透過10 keVX射线頻譜和立體技術繪製5m解析度地形圖。

月船1號

- 推測月球的起源和發展史。

### 科学载荷
- 地形繪圖攝影機（The Terrain Mapping Camera, TMC）具有5公尺之解析度及40公尺寬的全彩掃描能力，將用來繪製月球之高解析地圖。[7]
- 高解像力光譜影像儀（Hyper Spectral Imager，HySI）用為取得礦石地圖，其可取得之光譜範圍為400-900 nm，光譜解析度15 nm，空間解析則為80公尺。
- The Lunar Laser Ranging Instrument (LLRI) will determine the surface topography.
- X光螢光光譜儀（C1XS）
- 一台高能X射线／伽马射线频谱仪（HEX）for 30- 200 keV measurements with ground resolution of 40 km，这台高能频谱仪将会测量铀，钍，210Pb，222Rn（氡气）和其他放射性元素。

月球矿物学绘图仪 (M3) 是一款成像光谱仪，旨在绘制地表矿物成分图。
近红外光谱仪 (SIR-2) 还将使用红外光栅光谱仪绘制矿物成分图。 
微型合成孔径雷达（Mini-SAR）将在两极进行雷达散射和成像研究，以寻找水冰。 
保加利亚的辐射剂量监测仪 (RADOM-7) 也将执行任务，以表征当地的辐射环境。
- 月球撞击探测器

## 太空飞行
2008年10月22日6：22 IST从萨迪什·达万航天中心使用印度空间研究组织生产PSLV运载火箭发射升空。火箭分四節，高44.4公尺，將月球1號送至軌道，需耗時15天才能抵達月球軌道。
2009年8月29日，印度与2008年发射的首颗探月卫星“月船一号”的通讯全部中断，当局表示已经决定放弃该卫星。该探月项目的负责人称，“月船一号”已经完成了绝大部分的任务。他说，科学家们连续数小时努力恢复与卫星的通讯但是不成功。

## 参看
- 月船2号
- 月球探测
- 探月任务列表
- 月球
- 太陽系探測器列表